# Einar Sagstuen
Einar Sagstuen   (Gjøvik, 22 de març de 1951) és un esquiador de fons noruec, ja retirat, que va competir durant la dècada de 1970.
El 1976 va prendre part als Jocs Olímpics d'Hivern d'Innsbruck, on va guanyar la medalla de plata en la prova del relleu 4x10 quilòmetres del programa d'esquí de fons. Formà equip amb Pål Tyldum, Ivar Formo i Odd Martinsen. Al campionat noruec de fons va guanyar la plata en els 30 km el 1975 i el bronze en els 50 km el 1976.